# George Percy, 5:e hertig av Northumberland
George Percy, 5:e hertig av Northumberland, född 1778, död 2 augusti 1867, var en brittisk ädling.
Han var son till Algernon Percy, 1:e earl av Beverley och Susan Isabella Burrell. Percy efterträdde sin barnlösa kusin som hertig av Northumberland 1863. 

## Familj
Gift 1801 med Louisa Stuart-Wortley-Mackenzie (1781-1848) och hade följande barn:
- Lady Margareth Percy (d. 1897) , gift med Edward Richard Littleton, 2:e baron Hatherton (1815-1888)
- Lady Louisa Percy (1802-1883)
- Algernon Percy, 6:e hertig av Northumberland (1810-1899); gift 1845 med Louisa Drummond (1813-1890)
- Lord Josceline William Percy (1811-1881); gift 1848 med Margaret Davidson (d. 1885)
- Sir Henry Hugh Manvers Percy (1817-1877), generallöjtnant